# Supercross de Barcelona
El Supercross de Barcelona, abreujat SX de Barcelona, és una competició esportiva de Supercross en recinte cobert que se celebra, gairebé sempre al mes de novembre, al Palau Sant Jordi de Barcelona. Després de disputar-se anualment entre el 1990 i el 2008, la prova desaparegué del calendari fins que el 2018 es tornà a organitzar. L'any 2020 es tornà a suspendre, aquest cop a causa de la COVID-19.
L'esdeveniment s'anomena oficialment Supercross Internacional de Barcelona, per bé que al llarg dels anys ha anat canviant de denominació en funció dels seus patrocinadors principals. Així, de 1990 a 1994 va dir-se Supercross Chesterfield de Barcelona, el 1995 i 1997 s'anomenà Supercross Fortuna de Barcelona, el 1996, Supercross Ciutat de Barcelona i del 2001 al 2008 el seu nom oficial era SX Telefónica Movistar Internacional.

## Història
La prova va ser creada el novembre de 1990 per l'empresa promotora barcelonina RPM Racing, organitzadora entre d'altres del Trial Indoor de Barcelona. La intenció inicial dels organitzadors era introduir a Catalunya aquesta mena de proves, les quals gaudeixen de molta anomenada als EUA.
Al llarg dels anys el Supercross de Barcelona ha comptat amb la participació dels principals pilots internacionals, des dels reis de l'especialitat, nord-americans tots ells (Ron Lechien, Jeremy McGrath, Jeff Stanton...) fins a Campions del Món de motocròs de la talla de Stefan Everts, Jean-Michel Bayle, Sébastien Tortelli o Mickaël Pichon, sense oblidar els catalans Javier García Vico i Edgar Torronteras.

## Característiques

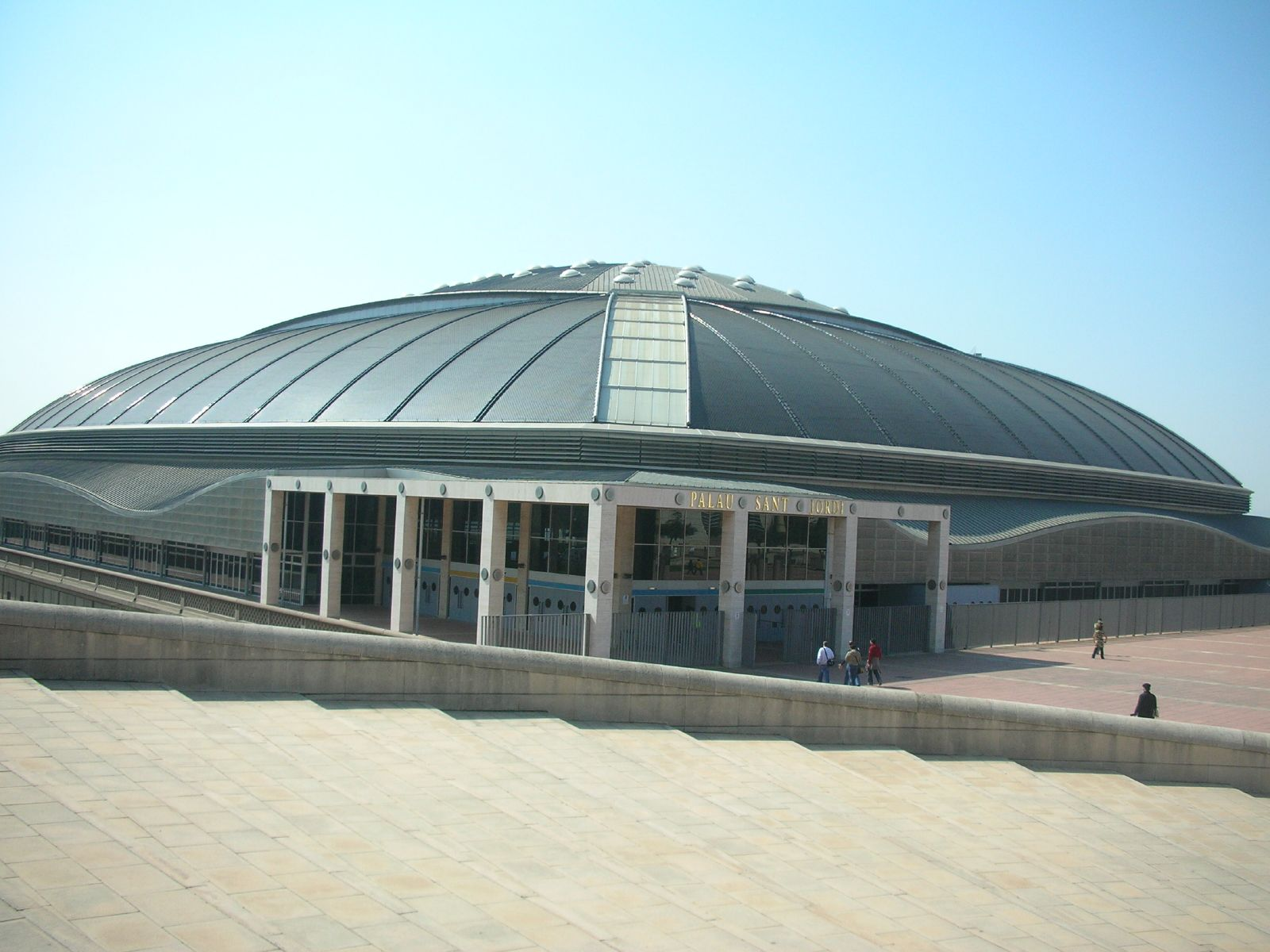
El Palau Sant Jordi, seu del Supercross de Barcelona

L'esdeveniment defuig l'esquema clàssic de mànegues classificatòries, semifinals i final, programant-se en comptes d'això tres finals absolutes en cada categoria, amb la qual cosa es viuen emocions intenses amb curses disputades al límit.
A banda de les curses s'ofereixen espectacles complementaris: música, animadores, salts i altres, amb la qual cosa el Supercross de Barcelona compta amb tots els ingredients per a passar una tarda esportiva i festiva de primer ordre, amb una durada de quasi tres hores d'espectacle non stop.

## Palmarès
Font:

### Edicions I a V (dues jornades)
| Edició | Data            | Final Primera Jornada       | Final Primera Jornada    | Final Primera Jornada   | Final Segona Jornada         | Final Segona Jornada      | Final Segona Jornada   |
| Edició | Data            | Guanyador                   | Segon                    | Tercer                  | Guanyador                    | Segon                     | Tercer                 |
| ------ | --------------- | --------------------------- | ------------------------ | ----------------------- | ---------------------------- | ------------------------- | ---------------------- |
| I      | 10-11 Nov. 1990 | Ron Lechien · (Kawasaki)    | Pedro Tragter · (Suzuki) | Bob Moore · (KTM)       | Mike Kiedrowski · (Kawasaki) | Ricky Johnson · (Honda)   | Dean Matson · (Suzuki) |
| II     | 2-3 Nov. 1991   | Jean-Michel Bayle · (Honda) | Larry Ward · (Suzuki)    | Guy Cooper · (Suzuki)   | Jean-Michel Bayle · (Honda)  | Larry Ward · (Suzuki)     | Jeff Stanton · (Honda) |
| III    | 7-8 Nov. 1992   | Jeremy McGrath · (Honda)    | Steve Lamson · (Honda)   | Jeff Stanton · (Honda)  | Jeff Stanton · (Honda)       | Tallon Vohland · (Suzuki) | Steve Lamson · (Honda) |
| IV     | 20-21 Nov. 1993 | Jeremy McGrath · (Honda)    | Stefan Everts · (Suzuki) | Greg Albertyn · (Honda) | Jeremy McGrath · (Honda)     | Greg Albertyn · (Honda)   | Steve Lamson · (Honda) |
| V      | 5-6 Nov. 1994   | Steve Lamson · (Honda)      | Jeremy McGrath · (Honda) | Doug Henry · (Honda)    | Fréderic Bolley · (Yamaha)   | Jeremy McGrath · (Honda)  | Doug Henry · (Honda)   |

### Edicions VI a XIV (125cc / 250cc)
| Edició | Data         | Final 125cc                     | Final 125cc                  | Final 125cc                    | Final 250cc               | Final 250cc                   | Final 250cc                |
| Edició | Data         | Guanyador                       | Segon                        | Tercer                         | Guanyador                 | Segon                         | Tercer                     |
| ------ | ------------ | ------------------------------- | ---------------------------- | ------------------------------ | ------------------------- | ----------------------------- | -------------------------- |
| VI     | 5 Nov. 1995  | Sébastien Tortelli · (Kawasaki) | Serge Guidetty · (Honda)     | Philippe Dupasquier · (Yamaha) | Jeremy McGrath · (Honda)  | Steve Lamson · (Honda)        | Larry Ward · (Yamaha)      |
| VII    | 28 Set. 1996 | Kim Ashkenazi · (Honda)         | David Vuillemin · (Kawasaki) | Michael Brandes · (Suzuki)     | Larry Ward · (Honda)      | Steve Lamson · (Honda)        | Mike LaRocco · (Suzuki)    |
| VIII   | 2 Nov. 1997  | Stephane Roncada · (Honda)      | David Vullemin · (Yamaha)    | Edgar Torronteras · (Kawasaki) | Jeff Emig · (Kawasaki)    | Larry Ward · (Honda)          | Greg Albertyn · (Suzuki)   |
| IX     | 1 Nov. 1998  | Brock Sellards · (Honda)        | Casey Lytle · (Yamaha)       | Edgar Torronteras · (Kawasaki) | Mike Brown · (Honda)      | Mike LaRocco · (Honda)        | Thierry Bethys · (Honda)   |
| X      | 3 Nov. 1999  | Ernesto Fonseca · (Yamaha)      | Brock Sellards · (Honda)     | Rodrig Thain · (KTM)           | Ezra Lusk · (Honda)       | Javier García Vico · (Yamaha) | Mike Craig · (Kawasaki)    |
| XI     | 12 Nov. 2000 | Michael Brandes · (Honda)       | Shae Bentley · (Kawasaki)    | Greg Schnell · (Yamaha)        | Nick Wey · (Yamaha)       | Mickael Pichon · (Suzuki)     | Steve Lamson · Husqvarna   |
| XII    | 25 Nov. 2001 | Rodrig Thain · (Yamaha)         | Steve Boniface · (KTM)       | Marc Ristori · (Yamaha)        | Mickael Pichon · (Suzuki) | Matthieu Lalloz · (Yamaha)    | Eric Sorby · (Suzuki)      |
| XIII   | 27 Oct. 2002 | Ivan Tedesco · (Yamaha)         | Travis Elliot · (Honda)      | Frederic Vialle · (Yamaha)     | Ezra Lusk · (Kawasaki)    | Javier García Vico · (KTM)    | Alvaro Lozano · (KTM)      |
| XIV    | 23 Nov. 2003 | Benjamin Coisy · (KTM)          | Edgar Torronteras · (KTM)    | Maxime Lesage · (Yamaha)       | Damon Huffman · (Honda)   | Mike Brown · (Honda)          | Javier García Vico · (KTM) |

### Edicions XV a XVII (125cc + 250cc)
| Edició | Data         | Final 125cc                  | Final 125cc             | Final 125cc                 | Final 250cc               | Final 250cc              | Final 250cc                | Superfinal 125+250cc      | Superfinal 125+250cc    | Superfinal 125+250cc        |
| Edició | Data         | Guanyador                    | Segon                   | Tercer                      | Guanyador                 | Segon                    | Tercer                     | Guanyador                 | Segon                   | Tercer                      |
| ------ | ------------ | ---------------------------- | ----------------------- | --------------------------- | ------------------------- | ------------------------ | -------------------------- | ------------------------- | ----------------------- | --------------------------- |
| XV     | 21 Nov. 2004 | Benjamin Coisy · (Honda)     | Fabien Izoird · (KTM)   | Xavier Hernández · (Yamaha) | Nick Wey · (Honda)        | J. García Vico · (Honda) | Mickaël Musquin · (Yamaha) | Nick Wey · (Honda)        | Damon Huffman · (Honda) | S. Pourcel · (Kawasaki)     |
| XVI    | 6 Nov. 2005  | Eric Sorby · (Honda)         | Benjamin Coisy · (KTM)  | Maxime Lesage · (Yamaha)    | David Vuillemin · (Honda) | Mike Brown · (Honda)     | Jason Thomas · (Yamaha)    | David Vuillemin · (Honda) | Jason Thomas · (Honda)  | J. García Vico · (Kawasaki) |
| XVII   | 2006         | Mickaël Musquin · (Kawasaki) | Maxime Lesage · (Honda) | Cedric Soubeyras · (Yamaha) | David Vuillemin · (Honda) | Nick Wey · (Honda)       | Jason Thomas · (Honda)     | David Vuillemin · (Honda) | Jason Thomas · (Honda)  | Bemjamin Coisy · (Honda)    |

### Edicions XVIII en endavant (Superfinal)
| Edició                 | Data        | Superfinal                 | Superfinal              | Superfinal                   |
| Edició                 | Data        | Guanyador                  | Segon                   | Tercer                       |
| ---------------------- | ----------- | -------------------------- | ----------------------- | ---------------------------- |
| XVIII                  | 2007        | Nick Wey (KTM)             | Benjamin Coisy (Honda)  | Heath Voss (Honda)           |
| XIX                    | 2008        | David Vuillemin (Kawasaki) | Nathan Ramsey (Honda)   | Alexandre Rouis (Kawasaki)   |
| 2009-2017: No disputat |             |                            |                         |                              |
| XX                     | 17 Nov 2018 | Josh Grant (Kawasaki)      | Malcolm Stewart (Honda) | Charles Lefrancois (Suzuki)  |
| XXI                    | 23 Nov 2019 | Justin Bogle (KTM)         | Nicolas Aubin (Suzuki)  | Cedric Soubeyras (Husqvarna) |

## Llista de guanyadors del Concurs de Salts
Font:
| Edició | Any  | Guanyador         | Motocicleta |
| ------ | ---- | ----------------- | ----------- |
| I      | 1990 | Ron Tichenor      | Suzuki      |
| II     | 1991 | Guy Cooper        | Suzuki      |
| III    | 1992 | Jeremy Mcgrath    | Honda       |
| IV     | 1993 | Guy Cooper        | Suzuki      |
| V      | 1994 | Mike Jones        | Suzuki      |
| VI     | 1995 | Jeremy Mcgrath    | Honda       |
| VII    | 1996 | Mike Metzger      | Kawasaki    |
| VIII   | 1997 | Edgar Torronteras | Kawasaki    |
| IX     | 1998 | Edgar Torronteras | Kawasaki    |
| X      | 1999 | Edgar Torronteras | Kawasaki    |
| XI     | 2000 | Edgar Torronteras | Kawasaki    |
| XII    | 2001 | Edgar Torronteras | Yamaha      |
| XIII   | 2002 | Edgar Torronteras | Kawasaki    |
| XIV    | 2003 | Beau Bamburg      | Honda       |
| XV     | 2004 | Sidney De Andrés  | Honda       |
| XVI    | 2005 | Josep Miralles    | KTM         |
| XVII   | 2006 | Beau Bamburg      | Honda       |
| XVIII  | 2007 | Nate Adams        | Yamaha      |
| XIX    | 2008 | Dany Torres       | KTM         |